# Volof nyelv
A volof nyelv Szenegálban, Gambiában és Mauritániában használatos, a volofok anyanyelve. A szomszédos serer és fula nyelvekhez hasonlóan a niger-kongói nyelvcsalád szenegambiai ágához tartozik. Fekete-Afrika más nyelveitől eltérően a volof nem tonális nyelv.
A volof nyelv a szenegáli lebou néptől származik. Használata Szenegálban a legelterjedtebb, anyanyelvként a volofok beszélik (a lakosság 40%-a), illetve más szenegáli népek második nyelvként.
A volof földrajzi, illetve vidéki/városi viszonylatban is eltérő. Például a dakar-volof egy városi keveredése a volof, a francia és az arab nyelvnek.

## Fordítás
- Ez a szócikk részben vagy egészben  a   Wolof language című angol Wikipédia-szócikk ezen változatának fordításán alapul.  Az eredeti cikk szerkesztőit annak laptörténete sorolja fel. Ez a jelzés csupán a megfogalmazás eredetét és a szerzői jogokat jelzi, nem szolgál a cikkben szereplő információk forrásmegjelöléseként.